# Reginald Beckwith
Reginald Beckwith (2 de novembro de 1908 – 26 de junho de 1965) foi um ator britânico de cinema e televisão, que fez quase uma centena de apresentações de cinema e televisão em sua carreira.